# Ký (họ)
Ký (tiếng Trung: 冀, bính âm: Jì) là một họ của người Trung Quốc, đây là họ phổ biến thứ 294 tại Trung Quốc với dân số 160.000 người. Họ này xếp thứ 316 trong văn bản cổ thời Tống Bách gia tính. Trong các văn bản Latinh, họ này được viết là Ji theo bính âm, Chi theo phiên âm Wade-Giles hay Kei theo phiên âm Việt bính.

## Nhân khẩu học
Tính đến năm 2008, Ký là họ phổ biến thứ 294 tại Trung Quốc, với hơn 160.000 người mang họ này, chiếm 0,013% dân số Trung Quốc. Họ tập trung sống tại các tỉnh Sơn Tây, Sơn Đông, Hà Nam và Hà Bắc. Tỉnh Sơn Tây có số người mang họ này nhiều nhất, chiếm 29% tổng dân số.